# Elly Beinhorn

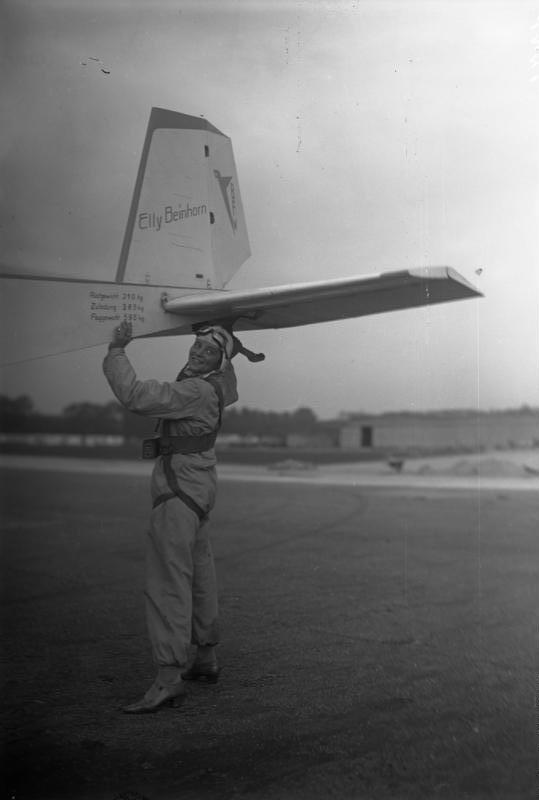
Elly Beinhorn (1933)

Elly Beinhorn (Hannover, 1907. május 30. – Ottobrunn, 2007. november 28.) német távolsági repülőnő. Teljes neve: Elly Maria Frida Rosemeyer-Beinhorn.

## Életpálya
Jelentős szerepe volt az új repülőutak feltárásában, a repülés népszerűsítésében. A második világháború előtti Európa első számú pilótanője, aki pilóta képesítése mellé szerelői és navigátori képesítést is szerzett. Többszörös világrekorder pilótanő. Férje Bernd Rosemeyer világbajnok autóversenyző volt.
1928-ban egy repülőnap hatására azonnal jelentkezett a Berlin – Staakeni repülőiskolába. Pilóta engedélyét 1929 márciusában szerezte meg. Hamarosan műrepülő pilótaigazolványt szerzett Würzburgban. Egyedül repülve több távolsági repülést hajtott végre. A II. világháborút követően 1951-ben Svájcban pilótaengedélyt kapott. Piper Cub típusú gépével újságíróként és riporterként dolgozott és repült. Több mint 5000 óra önálló repülés után 72 éves korában visszavonult a repüléstől.

## Repülési eredmények
- 1931-ben Németországból Bissau Guineába repült. Ezt követte Afrika körülrepülése, ami a Szaharában kényszerleszállással ért véget. Egy nomád karaván mentette meg.
- 1932-ben egy Klemm KL-20- repülőgéppel 275 óra alatt 31 000 kilométert repült Kisázsián, Indián a Himalájához, Jávára, Balin és Ausztrálián keresztül Dél-Amerikába.
- 1934-1935 között átrepülte Közép-Amerikát, Mexikót és az Egyesült Államokat.
- 1935. augusztus 13-án egy nap alatt Németországból Ázsiába repült. Gleiwitzből indult, Shkodrában szállt le, majd azonnal visszaindult Berlinbe. A 3750 kilométeres út akkoriban igen nagy teljesítménynek számított.
- 1936-ban egy gyors Messerschmitt Me-108 Tájfun repülőgéppel Ázsiát, Afrikát és Európát érintve 20 órán belül Damaszkuszból Kairón keresztül megszakítás nélkül Berlinbe repült.
- 1936-1937 között megint körülrepülte Afrikát.
- 1939-ben Perzsiába, Indiába, Burmába és Thaiföldre repült.

## Szakmai sikerek
- 1933-ban az amatőr pilóták által elérhető legmagasabb kitüntetéssel, a Hindenburg-díjjal tüntették ki,

## Írásai
Számos sikeres könyvet írt a repülés és az autóversenyzés témakörében.